# Myriam Abel
Pour les articles homonymes, voir Abel (homonymie).
Myriam Abel, née Myriam Abdelhamid le 15 mai 1981 à La Grand-Combe (Gard), est une chanteuse française révélée au public par l'émission française Nouvelle Star, dont elle a remporté la troisième édition. Elle a utilisé les pseudonymes Myriam Moorea (1995-1999) et Myriam Morea (1999-2005). 

## Biographie

### Jeunesse et débuts
Myriam Abel commence à chanter à l'âge de 10 ans, et, dès l'âge de 13 ans, participe à des concours de chant en reprenant ses idoles de l'époque : Whitney Houston, Céline Dion, Mariah Carey, Donna Summer, Tina Turner et Madonna. Elle décide ensuite de prendre des cours de chant à l'association Les Voix d'Or, avec Indira Henni qui devient également sa directrice artistique. Elle vit ensuite sa première expérience télévisuelle, lors d'un radio-crochet télévisé sur France 3 : le 2 mai 1997, elle passe dans l'émission Je passe à la télé. Le public vote à 93 % pour elle.
Myriam Abel chante avec des orchestres tels ceux de Gilles Pellegrini ou de René Coll. Le jeune compositeur Tristan Fedoras la remarque alors et contacte Indira Henni en 1997. Il écrit quelques titres pour elle. Il devient également son nouveau manager et lui propose alors de se concentrer sur son propre style musical. Ensemble, ils enregistrent ses premières chansons.
Inscrite à la sélection Graines de star en 1998 à Beaune (Côte-d'Or), elle remporte le concours face à 70 candidats. Mais la production de M6 décide à la même période que l'émission ne sera désormais consacrée qu'aux juniors, ce qui élimine Myriam Abel. En décembre 1998, elle enregistre de nouveaux titres composés par Tristan Fedoras et Corinne Calame, dont la chanson Les enfants seront rois. Ce titre lui permet d'être sélectionnée pour le concours de la Rose d'or d'Antibes, le 2 juillet 1999 où elle termine deuxième.
Elle est ensuite choisie par Disney pour l'interprétation de la chanson Quand elle m'aimait encore, titre de la bande originale de Toy Story 2. Elle porte alors le pseudonyme de Myriam Morea. En janvier 2000, elle participe à la soirée du KKL au Palais des Sports en première partie de Larusso. Elle rencontre à cette occasion les producteurs de Gloria Gaynor, avec qui elle travaille pendant deux ans. Ils enregistrent ensemble plusieurs chansons dont Comme je t'aime, qu'elle interprète lors de La Chance aux chansons le 19 octobre 2000, mais qui ne sera finalement éditée en single qu'en 2001.

### DonneetQui je suis(2003–2011)
En 2003, elle rentre dans l'orchestre Festival Mibely. Elle participe à la même période au casting de la Nouvelle Star, où elle est éliminée dès la première étape des sélections à Marseille[réf. nécessaire]. Elle retente sa chance lors de la troisième édition du télé-crochet de M6, qu'elle remporte en juin 2005. Elle gagne ainsi la possibilité d'enregistrer un album chez Sony BMG. Cependant, le contrat qu'elle avait précédemment signé avec Outcom Production est rendu public, ce qui est d'une part contraire au règlement de l'émission (réservée aux amateurs), et empêche d'autre part la sortie rapide d'un album avec Sony BMG. Malgré tout, elle sort son premier single, Donne fin 2005. Il est signé Lara Fabian et Jean-Félix Lalanne. Par ailleurs, le titre est retiré des ondes par BMG avant d'être à nouveau diffusé, à cause de problèmes juridiques[réf. nécessaire]. L'album La vie devant toi sort finalement en décembre 2005 et est neuvième des ventes d'albums en France. Myriam Abel reprend ensuite le titre Baby Can I Hold You de Tracy Chapman pendant l'été 2006, en profitant de la promotion de la nouvelle édition de Nouvelle Star. L'album est réédité avec ce titre, qui ne rencontre pas un succès massif. Finalement, seul Donne atteint le statut de disque d'argent, pour plus de 100 000 exemplaires vendus[réf. nécessaire].
Roland, son compagnon, et Myriam sont parents depuis fin mai 2009 de Roland Junior.
Le deuxième album studio de Myriam Abel, Qui je suis, sort dans les bacs le 31 janvier 2011, inclus les titres Le cœur ailleurs et Trop vite. Il se classe à la 188e des classements français durant une semaine. Elle y partage le titre C'était lui en duo avec un jeune chanteur américain. À l'origine ce titre devait être enregistré avec Michael Bolton mais celui-ci a refusé l'invitation[réf. nécessaire].

### Téléréalité et suites (depuis 2011)
En septembre 2011, Myriam Abel participe à la troisième saison des anges de la télé réalité, Les anges de la téléréalité 3 : I Love New York, avec pour objectif de signer un contrat dans une grande maison de disque. Elle déclare en octobre 2011 avoir décroché la signature avec Sony Music. Fin 2011, Esperanza est diffusé sur les ondes. Écrit par Jacques Veneruso, ce duo avec Tolotra est le fruit d'un vaste concours en partenariat avec France Bleu. En février 2012, la chanteuse intègre la quatrième saison des anges de la télé réalité, Les Anges de la téléréalité 4 : Club Hawaï avec le même objectif que la précédente saison. En 2013, elle sort un single en hommage à Nelson Mandela en duo avec Lord Kossity.
En 2015, elle participe à une nouvelle version de l'émission Les Anges intitulée Les Vacances des Anges : All Stars qui est diffusée à la rentrée sur NRJ 12. 
En 2016, elle apparait dès les 1eres secondes du videoclip Fo'Wynner du groupe Joss Project featuring Laam.
En février 2020, elle se produit en tant que Club Med Talent au Clubmed de Val d'Isère.

## Discographie

### Singles
- 1999 : Quand elle m'aimait encore (B.O Toy Story 2)
- 2001 : Comme je t'aime
- 2005 : Donne
- 2006 : Baby Can I Hold You (reprise de Tracy Chapman)
- 2011 : Le cœur ailleurs
- 2011 : Trop vite
- 2011 : Silent Room
- 2012 : Win (avec Prodigal Sunn (en))
- 2012 : Prêt pour danser (Les Anges)
- 2013 : Tous avec les filles (avec Moussier Tombola, Admiral T et Perle Lama)
- 2013 : R.I.P. Madiba (feat. Lord Kossity)

## Émissions télévisées
- 2005 : Nouvelle Star 3 sur M6
- 2011 : Les Anges 3 - I Love New York sur RJ12
- 2012 : Les Anges 4 - Club Hawaï sur NRJ12
- 2015 : Les Vacances des Anges - All Stars sur NRJ12